# Teledejtning
Teledejtning, eller Teledejting, är ett samlingsbegrepp för teletjänster för kontaktförmedling och partnersökande. En form av dejtning där man får kontakt genom direkta samtal via telefon eller röstmeddelanden, istället för att chatta via Internet. 
Det vanligaste är att man ringer upp ett nummer och talar in en beskrivning av sig själv, och vad man är intresserad av. Därefter kan man lyssna på beskrivningar av andra som samtidigt är på linjen. Man kan sedan skicka röstmeddelanden till varandra, eller prata direkt på telefon över linjen. 
En form av nutida kommersiell version av det sociala fenomenet Heta linjen som uppstod i början av 1980-talet, men som inte finns längre.